# 毡毛石韦
毡毛石韦（学名：Pyrrosia drakeana）为水龙骨科石韦属下的一个种。

## 扩展阅读
- 維基物種上的相關：毡毛石韦